# Farias Brito (ort)
Farias Brito är en ort i Brasilien.   Den ligger i kommunen Farias Brito och delstaten Ceará, i den östra delen av landet, 1 300 km nordost om huvudstaden Brasília. Farias Brito ligger 344 meter över havet och antalet invånare är 11 288.
Terrängen runt Farias Brito är platt åt sydost, men åt nordväst är den kuperad. Runt Farias Brito är det ganska glesbefolkat, med 40 invånare per kvadratkilometer.. Det finns inga andra samhällen i närheten.
Omgivningarna runt Farias Brito är huvudsakligen savann.